# Kefar Pines
Kefar Pines (hebr. כפר פינס) – moszaw położony w Samorządzie Regionu Menasze, w dystrykcie Hajfa, w Izraelu.

## Położenie
Moszaw Kefar Pines jest położony na południe od masywu Góry Karmel, w pobliżu miasta Hadera.

## Historia
Moszaw został założony w 1933 roku przez imigrantów z Europy Wschodniej.

## Gospodarka
Gospodarka moszawu opiera się na intensywnym rolnictwie.